# Scatophila sicca
Scatophila sicca är en tvåvingeart som beskrevs av Cresson 1931. Scatophila sicca ingår i släktet Scatophila och familjen vattenflugor. Inga underarter finns listade i Catalogue of Life.